# 普威镇
普威镇，是中华人民共和国四川省攀枝花市米易县下辖的一个乡镇级行政单位。

## 行政区划
普威镇下辖以下地区：
普济州社区、独树社区村、街村社区村、龙滩社区村、西番村、新龙社区村和板棚村。